# Maasband
Maasband (Limburgs: (De) Maasbendj) is een buurtschap in de Nederlandse provincie Limburg die anno 2024 zo'n 140 inwoners telt. De plaats valt onder de gemeente Stein en ligt zo'n anderhalve kilometer ten westen van de plaats Stein.

## Ligging
Maasband ligt op de oostoever van de Maas, die hier de grens vormt met België. Aan de overkant ligt eerst het natuurgebied de Maasbempder Greend en op anderhalve kilometer Mechelen-aan-de-Maas.
Vlak langs de oostzijde van de buurtschap is tussen 2020 en 2024 een nevengeul van de Maas gegraven die als noodwaterberging dient en dus vrijwel altijd droog staat. Alleen bij extreem hoogwater stroomt de geul vol; dit gebeurde voor het eerst in oktober 2024. Maasband komt dan op een eiland te liggen, dat slechts te bereiken is via de in 2023 aangelegde Hoxweerdbrug.
Ten oosten van Maasband ligt op een kilometer het Julianakanaal. Twee kilometer ten zuidoosten en drie kilometer ten noorden van Maasband raken het kanaal de Maas bijna en op het tussenliggende gebied liggen Meers, Kleine Meers en Veldschuur ten zuidoosten van Maasband, terwijl het westelijk deel van Urmond de noordpunt vormt. 

## Beschrijving en geschiedenis
Maasband bestaat uit drie straten, te weten de Maasbanderkerkweg, de Maasbandervaart en de Leutherhoekweg. Er is een dorpshuis maar geen kerk, wel een kapelletje: de Moordkruiskapel, op de hoek van de Maasbanderkerkweg en de Leutherhoekweg. Het is geplaatst ter herdenking van een dorpsbewoonster Maria van Mulken-Nieuwehuysen die in 1806 vermoord werd.
De carnavalsvereniging draagt de naam FC de Bokkeriejers (FC de Bokkenrijders). De bewoners zijn verder samen met de gemeente actief in het DorpsOntwikkelingsProces (DOP).

## Etymologie
Maas verwijst naar de rivier, band is een verbastering van beemd; vergelijk de naam Maasbempder Greend. De naam duidt op aangeslibd land, weiland aan de Maas.

## Cultuur
De plaatselijke schrijver en dichter Jac. M. Janssen beschrijft hoe de Maas de opgroeiende kinderen liet spelen en toont de afstand tot de 'overoevermens'. Hij vergelijkt de loop van de rivier rond Maasband met een boezem en spreekt beschuldigend over de vervuiling en de kaping door buitenstaanders. Ook de ingrijpende aanleg van het kanaal en het werk in de mijnen komen naar voren.

## Afbeeldingen

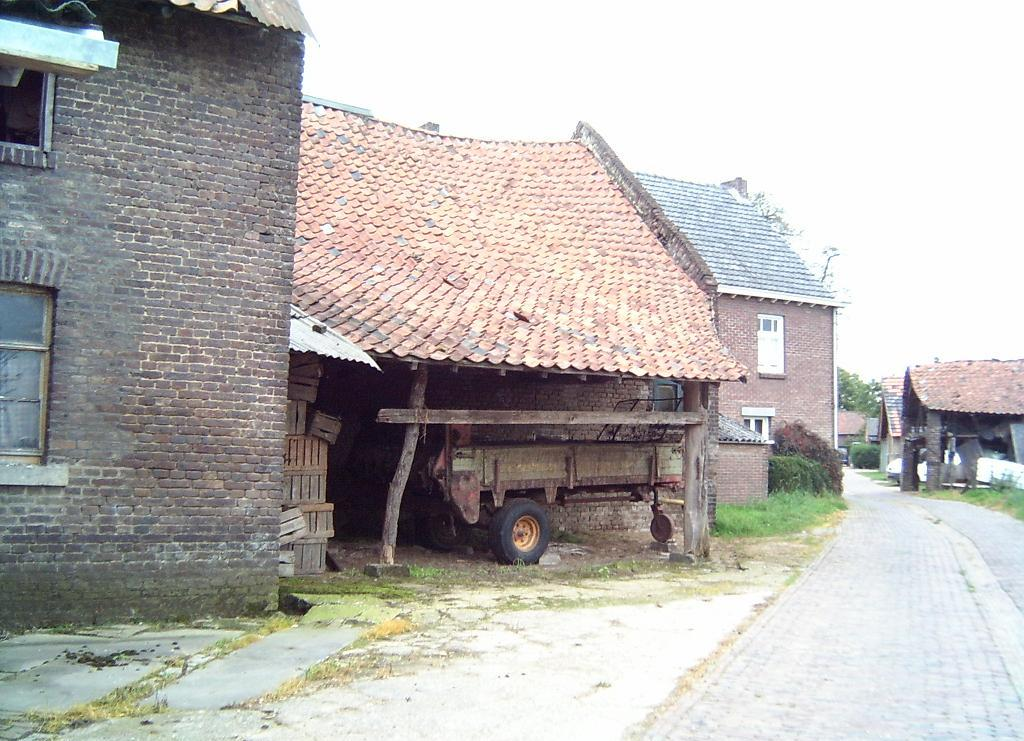
Leutherhoekweg in 2006
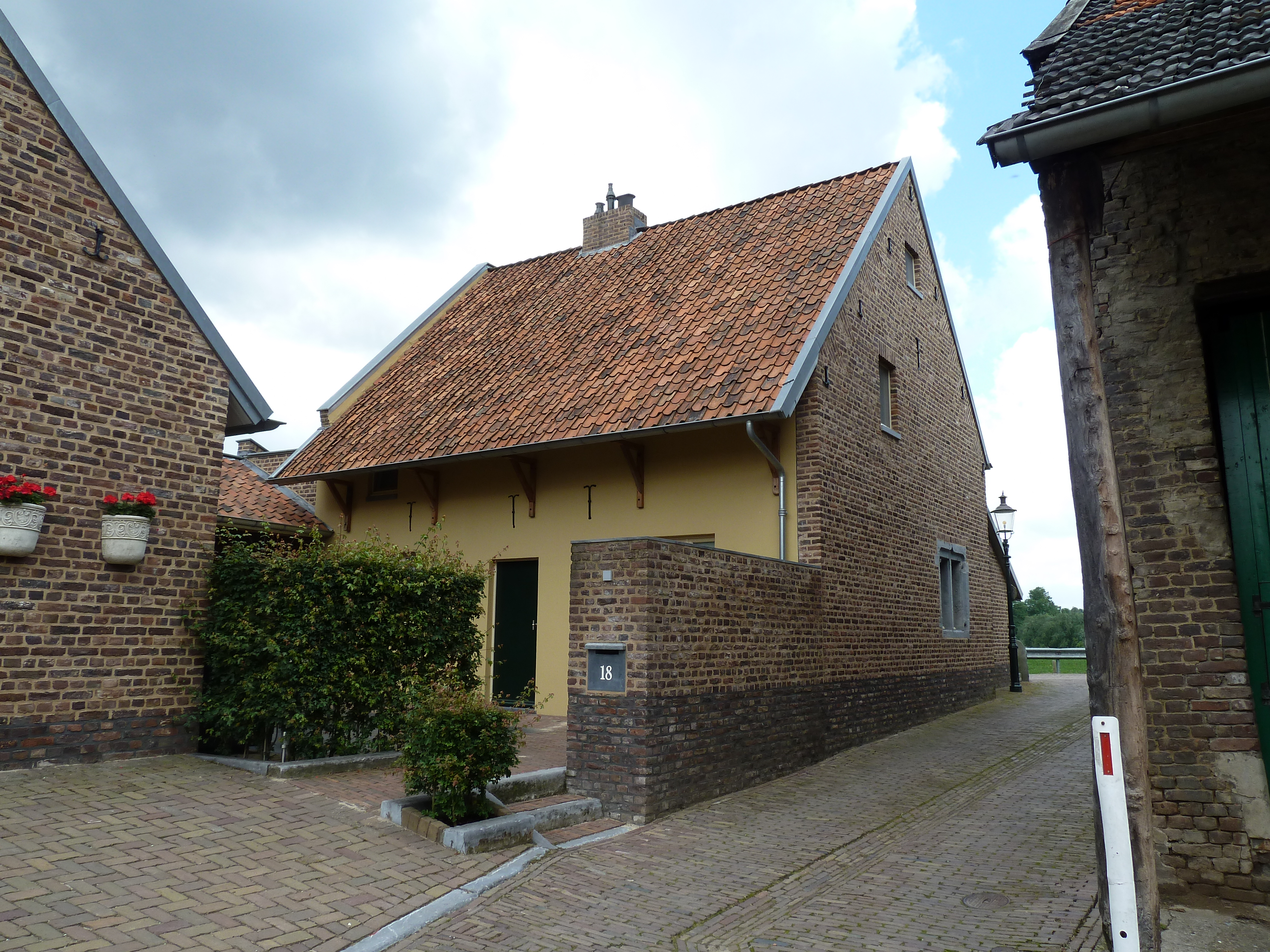
Rijksmonument Maasbandervaart 18 in 2012
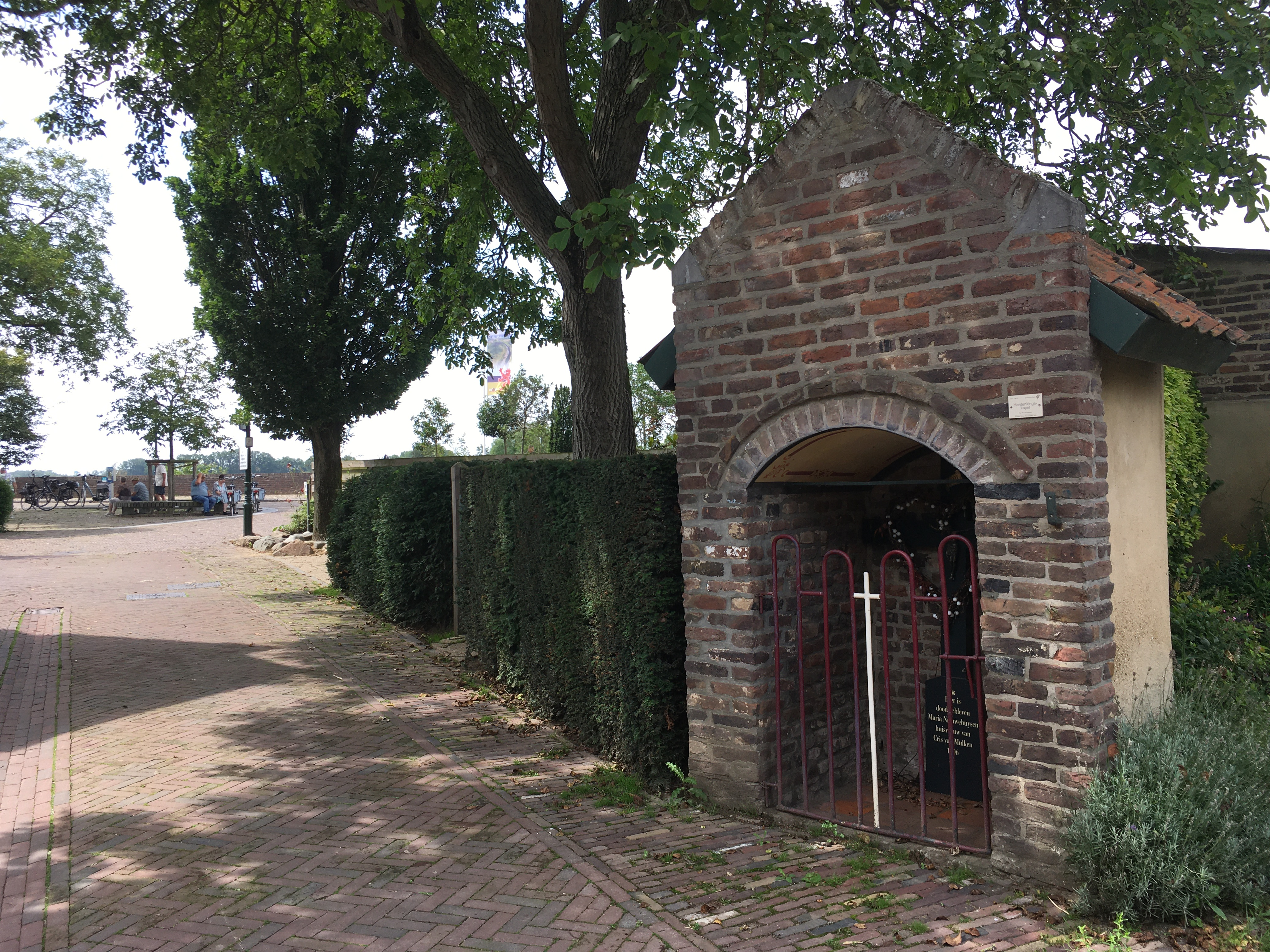
Moordkruiskapel in 2021, met op de achtergrond de Maas